# In G
In G is een compositie van de Finse componist Mikko Heiniö.
Heiniö schreef het werk in opdracht van het comité voor het muziekfestival Turku, voor een te houden wedstrijd tussen cellisten tijdens dat festival in 1990. Het werk bestaat uit één deel en bestaat uit twee secties; improvisatie en presto, die naadloos in elkaar overgaan. Voor een wedstrijd moetend e verplichte onderdelen voorbij komen; timbre, tempo, techniek et cetera. De muziek blijft daarbij melodieus. De opening is soort raga op de noot G, maar de titel On G kwam de componist wat vreemd voor; hij koos uiteindelijk voor In G, terwijl er dus geen toonsoort is. Aangezien meerdere deelnemers het werk moesten (voor-)spelen zijn er twee data van eerste uitvoering: 16 en 17 januari 1990

## Discografie
- Uitgave Ondine: Tanja Rantamäki, cello, Juhani Lagerspetz piano; opnamen februari 1990 in YLE-studio (tevens bron) .